# 贝凯希·伊隆瑙
贝凯希·伊隆瑙（匈牙利語：Békési Ilona，1953年12月11日—），匈牙利女子竞技体操运动员。她曾代表匈牙利获得1972年夏季奥运会体操比赛女子团体全能铜牌。她也参加了1968年夏季奥运会。